# Messor hebraeus
Messor hebraeus är en myrart som beskrevs av Santschi 1927. Messor hebraeus ingår i släktet Messor och familjen myror. Inga underarter finns listade i Catalogue of Life.